# 广西民族大学相思湖学院
广西民族大学相思湖学院，简称相院，是位于广西壮族自治区南宁市西乡塘区的一所民办本科独立学院。该院由广西民族大学参与举办。

## 历史
2002年4月，广西民族学院相思湖学院成立。
2006年3月，更名为广西民族大学相思湖学院。
2020年7月13日，广西壮族自治区教育厅发布《自治区教育厅关于征求〈全区独立学院转设总体方案（征求意见稿）〉意见的函》（桂教函〔2020〕892号），建议于2021年将广西民族大学相思湖学院转设为民办本科高校南宁数字科技学院，定位为以新能源汽车等新工科为主的应用型本科学校，与吉利集团产业相对接。